# Ichneumon
Pour les ichneumons au sens large, voir Ichneumonidae.
Ne doit pas être confondu avec Herpestes ichneumon.
Genre
Ichneumon est un genre d'insectes hyménoptères de la famille des Ichneumonidae, famille qui comprend environ 25 000 espèces décrites (on estime qu'elle pourrait en compter de 60 000 à 100 000), soit plus que toute autre famille d'hyménoptères. De nombreuses espèces sont présentes en Europe. 
Les ichneumons, qui sont des guêpes parasitoïdes, sont d'importants régulateurs d’insectes ravageurs de cultures. Utilisés dans la lutte biologique, ils jouent un rôle clé de régulation dans leurs écosystèmes.

## Quelques espèces
Le genre contient 270 espèces, dont :
- Ichneumon ambulatorius
- Ichneumon annulatoris
- Ichneumon bimembris
- Ichneumon calitergus
- Ichneumon canadensis
- Ichneumon centrator
- Ichneumon cervulus
- Ichneumon cessator
- Ichneumon conscopa
- Ichneumon crassifemur
- Ichneumon eumerus
- Ichneumon extensorius
- Ichneumon inquinatus
- Ichneumon insidiosus
- Ichneumon nyassae
- Ichneumon promissorius
- Ichneumon rubriornatus
- Ichneumon sarcitorius
- Ichneumon simulans
- Ichneumon stramentarius
- Ichneumon suspiciosus
- Ichneumon tottor
- Ichneumon unicinctus

## Darwin et l'ichneumon

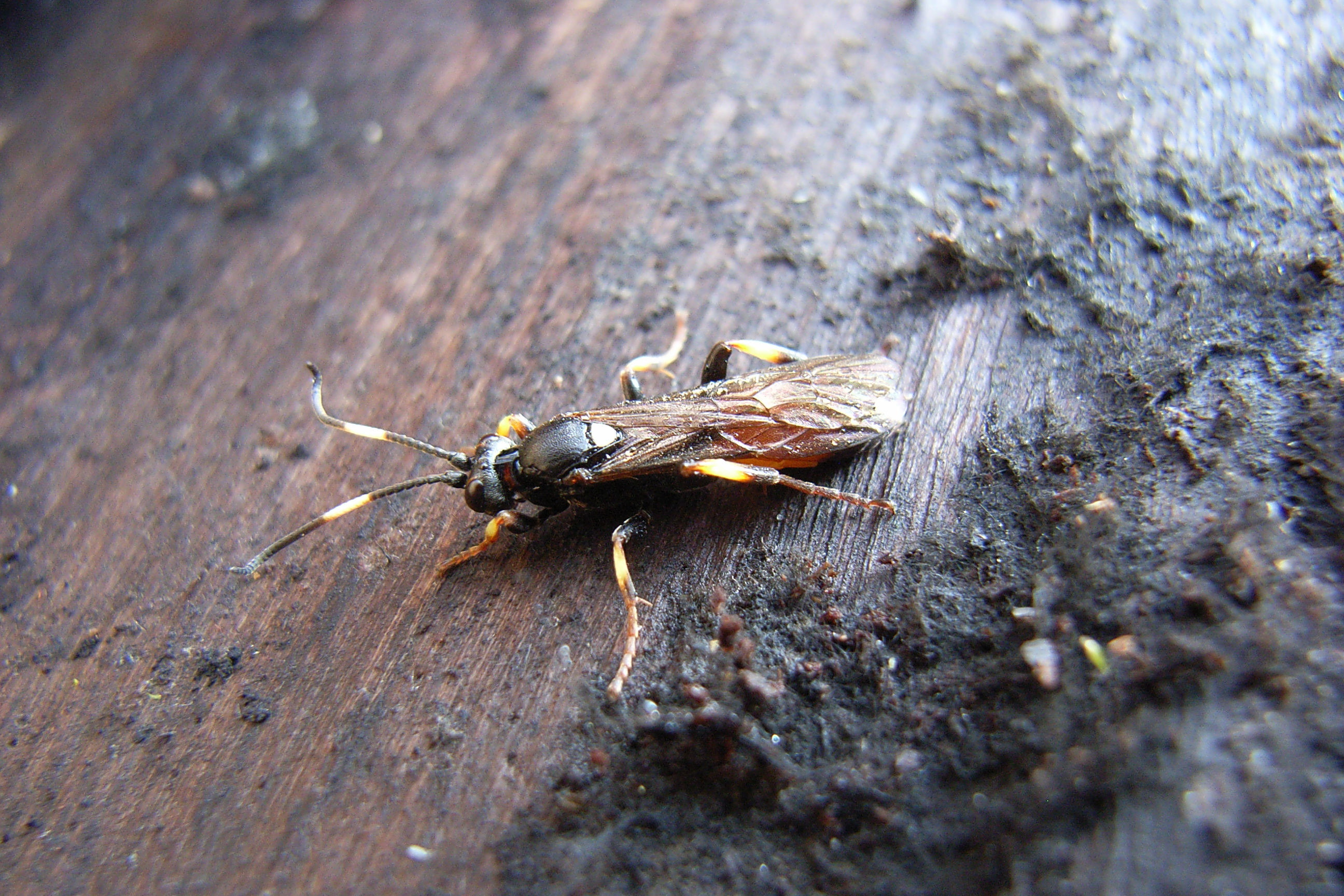
Un ichneumon hivernant (février 2007) sous une planche de peuplier au sud de l'Allemagne.

Charles Darwin évoque l'ichneumon en ces termes dans son livre L'Origine des espèces : « Comme la sélection naturelle agit au moyen de la concurrence, elle n’adapte et ne perfectionne les animaux de chaque pays que relativement aux autres habitants ; nous ne devons donc nullement nous étonner que les espèces d’une région quelconque, qu'on suppose, d'après la théorie ordinaire, avoir été spécialement créées et adaptées pour cette localité, soient vaincues et remplacées par des produits venant d’autres pays. Nous ne devons pas non plus nous étonner de ce que toutes les combinaisons de la nature ne soient pas à notre point de vue absolument parfaites, l’œil humain, par exemple, et même que quelques-unes soient contraires à nos idées d’appropriation. Nous ne devons pas nous étonner de ce que l’aiguillon de l’abeille cause souvent la mort de l’individu qui l’emploie ; de ce que les mâles, chez cet insecte, soient produits en aussi grand nombre pour accomplir un seul acte, et soient ensuite massacrés par leurs sœurs stériles ; de l'énorme gaspillage du pollen de nos pins ; de la haine instinctive qu’éprouve la reine abeille pour ses filles fécondes ; de ce que l'ichneumon s'établisse dans le corps vivant d'une chenille et se nourrisse à ses dépens, et de tant d’autres cas analogues. »
En 1860, dans une correspondance avec le botaniste américain Asa Gray disciple et collaborateur de John Torrey, Darwin, pourtant fils de pasteur, déclare avoir cessé de croire à l'existence d'un Dieu bienveillant lorsqu'il a découvert le mécanisme de reproduction de la guêpe ichneumon « Je ne parviens pas à voir aussi pleinement que d'autres, ni aussi pleinement que je le souhaiterais, la preuve d’un dessein et d'un dessein généreux dans ce qui nous environne. Il me semble qu'il y a trop de misère en ce monde. Je n'arrive pas à me persuader qu’un Dieu bienveillant et tout-puissant ait pu créer délibérément les ichneumons avec l'intention de les faire se nourrir de l’intérieur du corps de chenilles vivantes.… » (« With respect to the theological view of the question: This is always painful to me. I am bewildered. I had no intention to write atheistically, but I own that I cannot see as plainly as others do, and as I should wish to do, evidence of design and beneficence on all sides of us. There seems to me too much misery in the world. I cannot persuade myself that a beneficent and omnipotent God would have designedly created the Ichneumonidae with the express intention of their feeding within the living bodies of caterpillars… »).

## Œuvres diverses
Dans Les Fourmis de Bernard Werber (1991), la guêpe ichneumon est présente.